# Der gefesselte Prometheus (Gemälde)
Das Gemälde Der gefesselte Prometheus des Antwerpeners Jacob Jordaens (1593–1678) gehört zu den Ausstellungsstücken der Barockabteilung des Wallraf-Richartz-Museums in Köln.

## Beschreibung
Ein alternder, aber immer noch herkulischer Prometheus mit zum Todesschrei weit aufgerissenem Mund und Auge scheint rücklings in das große schwarze Loch des Hades hinabzustürzen. Um Hand- und Fußgelenke trägt er Eisenketten, deren eine noch mit dem Felsen verbunden ist. Ein Adler von übergroßer Flügelspannweite, mit seinem Schnabel auf die Leber des Opfers einhackend, bildet die Diagonale der Leinwand. Von oben rechts blickt der jugendliche Herold Hermes mit breitkrempigem Hut, dem Petasos, herab. In der Linken trägt er den Hermesstab, den Caduceus, die Rechte umfasst einen begrünten Zweig, hinter dem er sich die ganze Zeit versteckt gehalten zu haben scheint.

## Bildthema
Um das Jahr 1640 inszeniert hier Jakob Jordaens den ‚Höllensturz des Prometheus‘, ein beliebtes Motiv barocker Sujetmalerei, auffallend ähnlich wie sein Kollege Peter Paul Rubens um 1612.
Prometheus zählt zum Göttergeschlecht der Titanen. Den Titanen war die Herrschaft über die Welt von Zeus und seinen Olympischen Göttern entrissen worden. Während Titanen wie Atlas oder Typhon nach ihrer Niederlage gegen die olympischen Götter Sklavendienste leisten mussten, blieb Prometheus, der den Göttern erst diesen Sieg ermöglicht hatte, zunächst in Freiheit – bis er den Menschen das Feuer verriet:

„Sehet was bei Göttern leid’ ich Gott!“

spricht er nach jahrtausendelangem Schweigen zu eben jenen fünf Elementen, aus denen er als Gott einst den Menschen gemacht hatte.

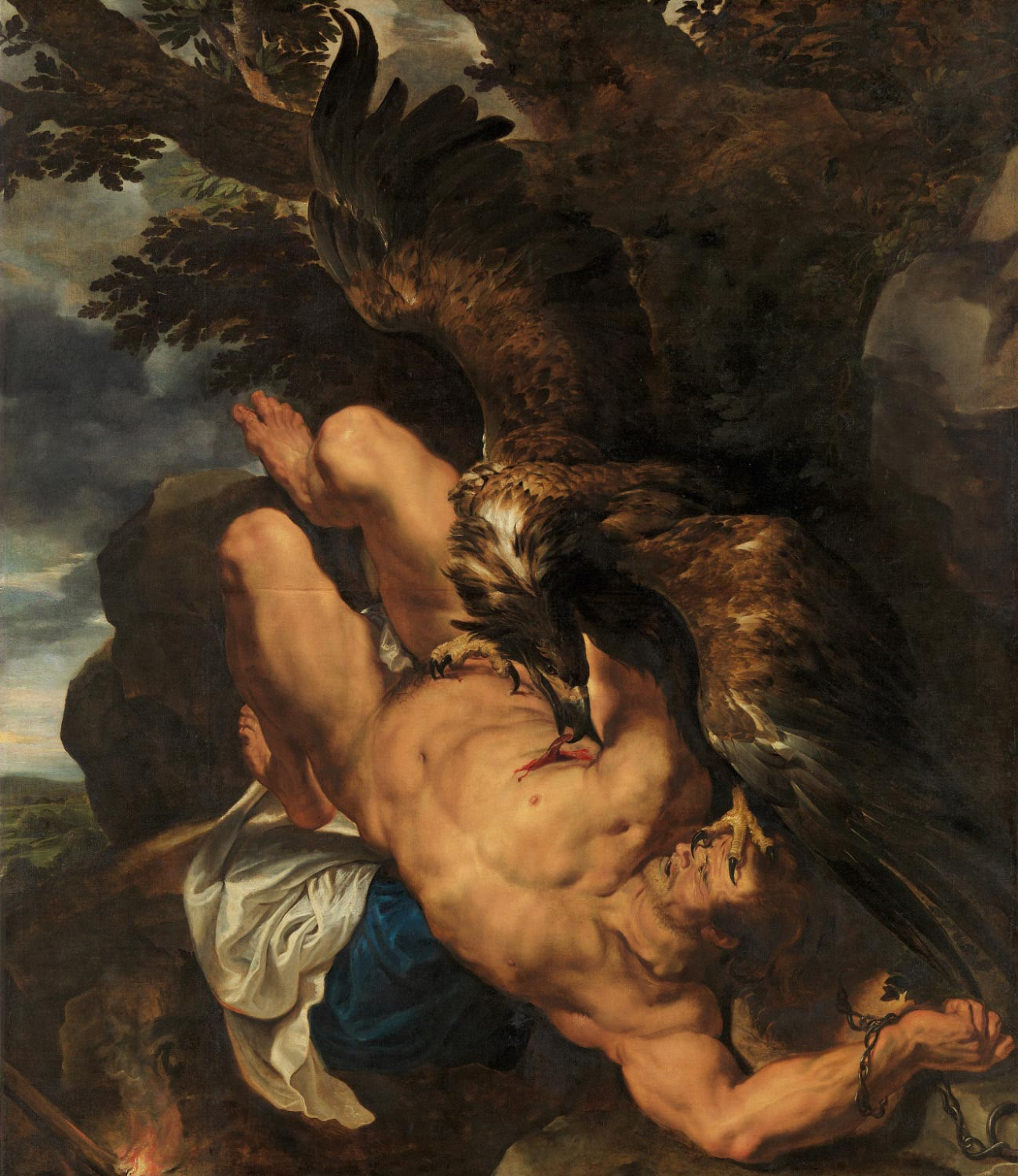
Der gefesselte Prometheus, Peter Paul Rubens, 1612, Philadelphia Museum of Art

Der Dichter Aischylos kannte also offenbar die Spekulation der Pythagoreer seiner Zeit, wonach die Seele ein „Äther-Stück“ wäre, und hat sie mit dem uralten Mythos verwoben, der Mensch sei ein Geschöpf, welches der Demiurg Prometheus aus Feuer, Wasser, Luft und Erde erschaffen habe.
Und der Schöpfer liebte seine Geschöpfe. Als festgelegt wurde, welche Teile des Opfertieres für die Götter und welche für die Menschen bestimmt sein sollten, ergriff Prometheus Partei für seine Menschen und half ihnen, die Götter zu überlisten. Er umwickelte nämlich die wertlosen Teile des Opfertieres mit einem üppigen Stück Fett, das damals noch kostbar war. Auf die guten Stücke legte er hingegen Knochen. Die Götter erkannten zwar den Betrug, sie nahmen ihn aber hin. Diesen Opferbetrug illustriert der Fellsack mit den Knochen, rechts im Bilde. Schon diese Tat machte Prometheus den Olympischen Göttern suspekt.
Den Menschen aber, die Prometheus geschaffen hatte, fehlten noch besondere Eigenschaften. Sie hatten keine starken Zähne und waren weder besonders schnell noch besonders stark. Daher stahl Prometheus für die Menschen im Himmel des Feuers Glut, das alle Künste schafft, wie Aischylos schreibt. An diese Tat des Titanen erinnert die brennende Fackel, links im Bild in der Höhe von Prometheus’ Kopf. Die Büste, rechts im Bilde neben der Opfergabe, deutet auf Prometheus’ Rolle als Menschenschöpfer hin.

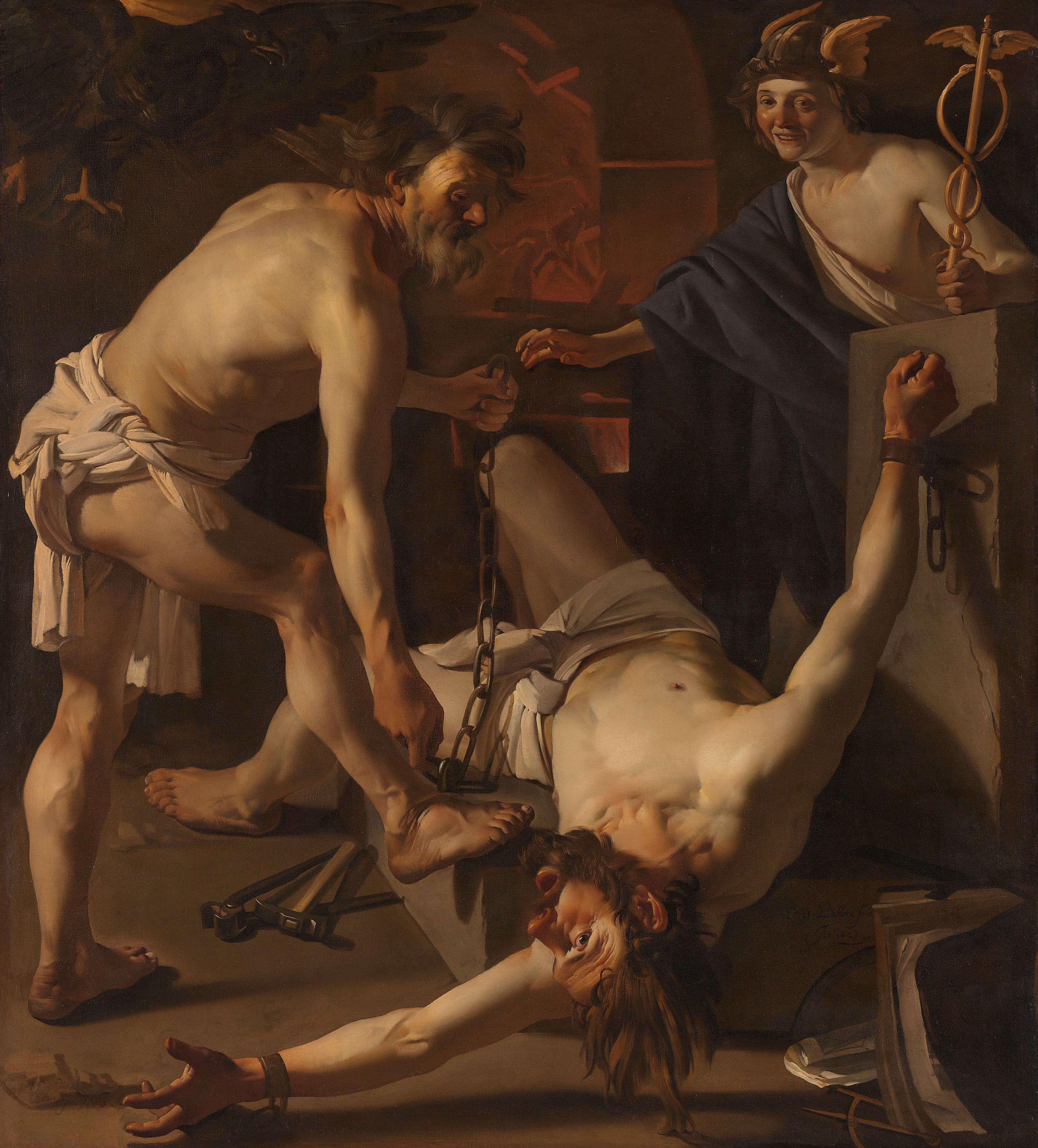
Vulcan kettet Prometheus im Beisein von Merkur, Dirck van Baburen, 1623, Rijksmuseum Amsterdam

Mit der Übergabe des Feuers an die Menschen beging Prometheus – aus der Sicht der olympischen Götter – einen großen Frevel, denn durch das Feuer wurden die Menschen den Göttern noch ähnlicher. Zeus strafte Prometheus dafür, indem er ihn im Kaukasus an einen Felsen schmieden ließ und ihm täglich einen Adler schickte, der an seiner Leber fraß. Dies verursachte dem Prometheus unvorstellbare Schmerzen, tötete ihn jedoch nicht, da seine Leber stetig nachwuchs. Diesen Augenblick des allergrößten Leidens wählte der Maler Jakob Jordaens für sein Bild. Er verzichtete dabei auf übermäßige Blutströme und klaffende Wunden. Die Qual und das Leiden Prometheus’ wird durch seinen Körper, durch seine angespannten Muskeln und vor allem durch sein vom Schmerz verzerrtes, hochrotes Gesicht glaubhaft gemacht.

## Komposition
Formal orientiert sich Jordaens bei seinem Prometheus-Bild an Darstellungen der Kreuzigung Petri, der mit dem Kopf nach unten gekreuzigt wurde. Er teilt das Bild durch die Schwingen des Adlers in der Diagonalen. Die Figur des Prometheus wird dabei so ins Bild eingefügt, dass sein Körper – vor allem im Bereich der Beine – mit starken perspektivischen Verkürzungen abgebildet werden musste. Damit stellte Jordaens dem Betrachter sein malerisches Können unter Beweis.

## Deutung
Eine Antwort auf die Frage nach der Deutung dieses Bildes kann nur sehr vorsichtig gegeben werden. Prometheus wurde nämlich im 16. und 17. Jahrhundert keineswegs einhellig beurteilt. Die Bewertung des Titanen und seiner Taten schwankte zwischen Bewunderung und gänzlicher Ablehnung. Er galt mitnichten als unschuldig Leidender. Vielmehr sah man in ihm einen dämonischen Luzifer, der es verstanden hatte, den höchsten Gott zu täuschen. Ein tiefer Sturz konnte da nicht ausbleiben.

## Rezeption
Das Gemälde wird in Susanne Röckels Roman Der Vogelgott (2018) erwähnt.